# Bolszaja Stiepanowskaja
Bolszaja Stiepanowskaja (ros. Большая Степановская) – wieś w Rosji, w rejonie szeksnińkim obwodu wołogodzkiego. W 2010 r. liczyła 19 mieszkańców.